# ویکتور هانبری
ویکتور هانبری (انگلیسی: Victor Hanbury؛ ‏ ۱ ژانویهٔ ۱۸۹۷ – ۱۴ دسامبر ۱۹۵۴) کارگردان و تهیه‌کننده فیلم اهل بریتانیا بود.
از فیلم‌هایی که وی در آن‌ها نقش داشته‌است، می‌توان به دیک تورپین اشاره نمود.